# (96192) Calgary
(96192) Calgary (1991 TZ15) – planetoida z grupy pasa głównego asteroid okrążająca Słońce w ciągu 3,54 lat w średniej odległości 2,32 j.a. Odkryta 6 października 1991 roku.